# Utogrund
L'Utogrund di Zurigo è uno stadio sito nell'omonima città del Cantone di Zurigo.
Lo stadio ospita le partite casalinghe dello S.C. Young Fellows Juventus.
L'attuale capienza dello stadio è di 2 800 posti di cui 600 a sedere.